# 只是你愛我的方式
《只是你愛我的方式》（英語：(It's Just) The Way That You Love Me）是美國女歌手寶拉·阿巴杜在1988年8月發行的單曲，首次發行獲得告示牌單曲榜第88名的成績。〈只是你愛我的方式〉在1989年9月第二度發行單曲，這次獲得第3名的佳績。

## 歌曲

### 單曲簡介
〈只是你愛我的方式〉是從寶拉·阿巴杜首張專輯《永遠是你的女孩》（英語：Forever Your Girl）中所推出的第二首單曲，上一首單曲為〈Knocked Out〉，它獲得單曲榜第41名的成績。〈只是你愛我的方式〉這首舞曲的詞曲皆出自製作人Oliver Leiber之手，中版節奏加上節拍分明，好聽易記的旋律以及適合歌者發揮的音域，這是專為市場需求所打造的商業性作品。

### 商業成績
〈只是你愛我的方式〉在1988年8月首度發行時，在告示牌單曲榜獲得第88名的成績，且在榜內僅待6週就跌出榜外。一年之後，寶拉·阿巴杜已經連續奪得3首冠軍單曲，正是全美當紅的歌手。〈只是你愛我的方式〉在1989年9月二度發行，寶拉·阿巴杜的知名度在此時早已今非昔比，因此進入單曲榜首週就拿下第64名的成績，1989年12月2日來到它最高成績第3名，並在榜內共停留了25週之久。〈只是你愛我的方式〉在英國單曲榜最高名次為第74名。
在各國的排行榜經常可見到一首單曲曾多次發行的情況，例如瑪丹娜的〈假日〉就曾在英國地區三度發行，這三次也都進入英國單曲榜。